# 세인트 워버그 교회

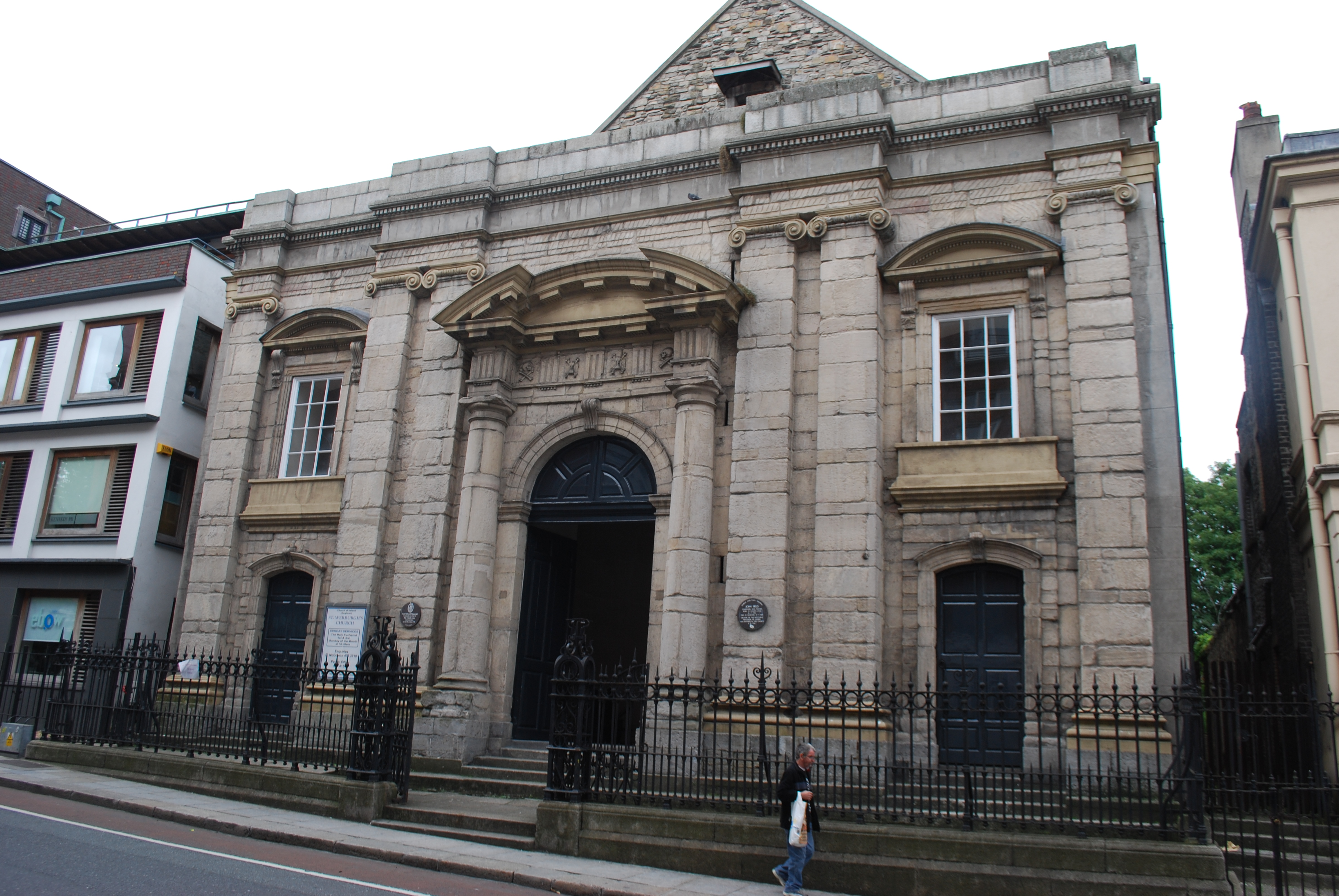

성 워버그 교회(St. Werburgh's Church)는 아일랜드 더블린에 위치한 아일랜드 성공회 교회 건물이다. 1178년 앵글로노르만족이 이 지역에 도착한 직후 이곳에 원래 교회가 건립되었다. 체스터의 수호성인이자 수녀원장인 성 워버그(St. Werburgh)의 이름을 따서 명명되었다. 현재의 건물은 1719년 건조되었으며, 이 건물은 더블린성에서 가까운 워버그 거리(Werburgh Street)에 위치해 있다.